# Морасан (департамент Сальвадору)
Морасан (ісп. Morazán) — один з 14 департаментів Сальвадору.
Знаходиться в північно-східній частині країни. Межує з департаментами Ла-Уніон, Сан-Мігель та державою Гондурас. Адміністративний центр — місто Сан-Франциско Готера. Площа — 1447 км². Населення — 174 406 чол. (2007).

## Історія

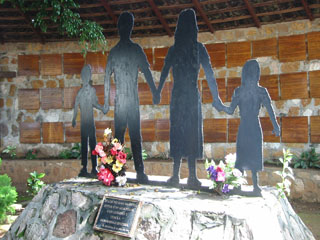
Меморіал жертвам різанини в Ель-Мозоте

Утворений в 1875 році. Спочатку називався Готера по найменуванню однойменного міста, потім 14 березня 1877 року було перейменовано на честь видатного політичного і військового діяча Центральної Америки — Франсиско Морасана.
Департамент був головною цитаделлю партизанського руху під час громадянської війни 1979—1992 років. Саме в ньому мала місце 11 грудня 1981 года різанина в Ель-Мозоте, влаштована урядовими загонами атлакатль в ході антипартизанської компанії проти повстанців. Жертвами цієї трагедії стали 2000 мирних мешканців.

## Економіка
Департамент Морасан, разом з Кабанас та Чалатенанго, є найбіднішим департаментом країни. Як інші райони, які були порушені бойовими діями в 1980-х роках, в даний час існує велика кількість сімей які живуть за рахунок грошових перерахувань, що присилаються родичами, які покинули батьківщину в роки війни.
Основу економіки департаменту становить сільське господарство. На його території культивується цукровий очерет, кава, авокадо, ананаси, лимони, банани та інші культури. Важливе значення має тваринництво. У деяких районах процвітає кустарне виробництво предметів побутового вжитку.

## Муніципалітети
1. Арамбала
2. Гуалококті
3. Гуатахиагуа
4. Делісіас-де-Консепсьйон
5. Іолоаїкін
6. Какаопера
7. Коринто
8. Лолотикільйо
9. Меангуера
10. Осикала
11. Перкуїн
12. Сан-Ісідро
13. Сан-Карлос
14. Сан-Симон
15. Сан-Фернандо
16. Сан-Франциско Готера
17. Сенсембра
18. Сосьєдад
19. Торола
20. Хоатека
21. Хокоаїтике
22. Хокоро
23. Чиланга
24. Эль-Дивісадеро
25. Ель-Росаріо
26. Ямабал

## Галерея

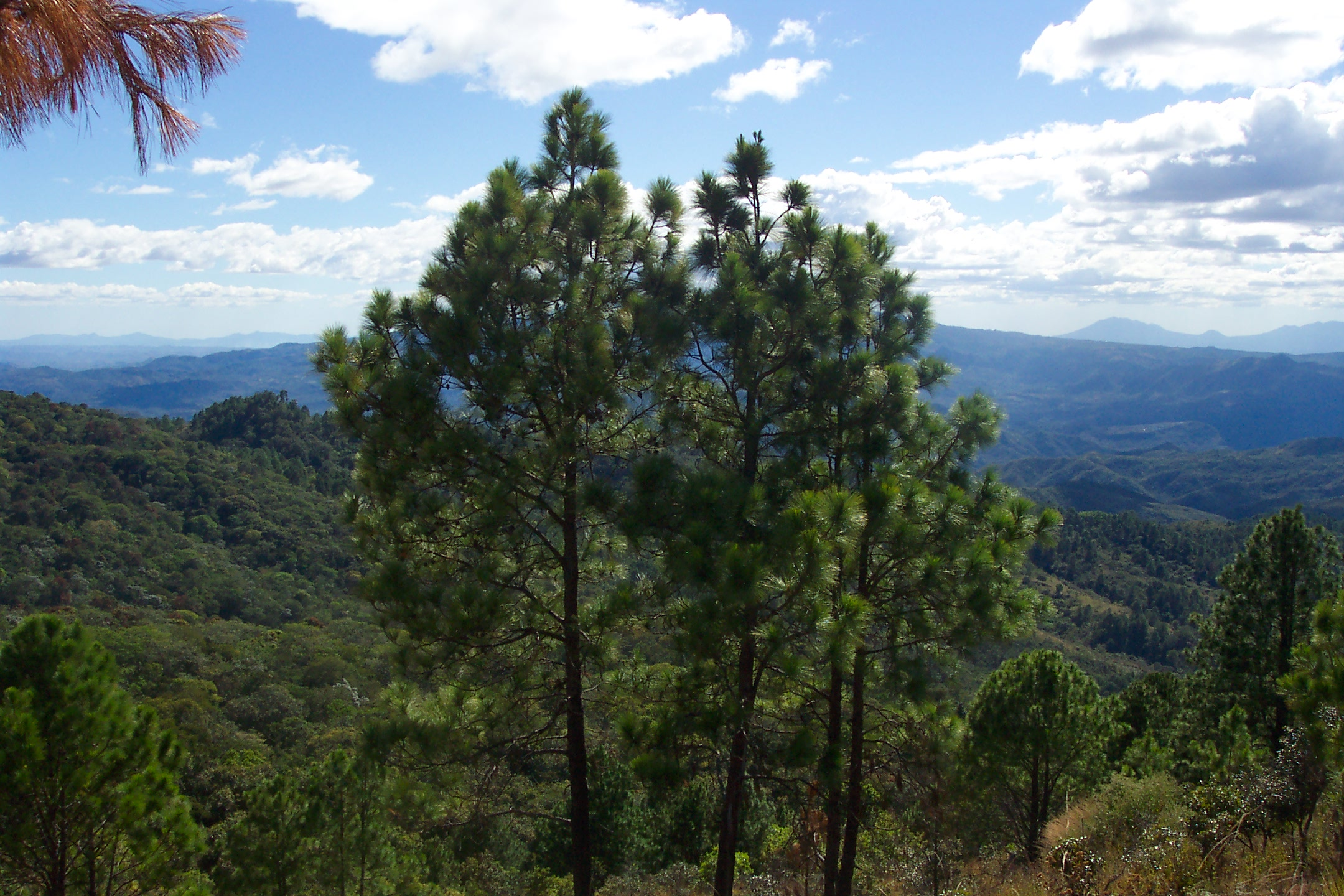
Панорамний вид з Перкуїн
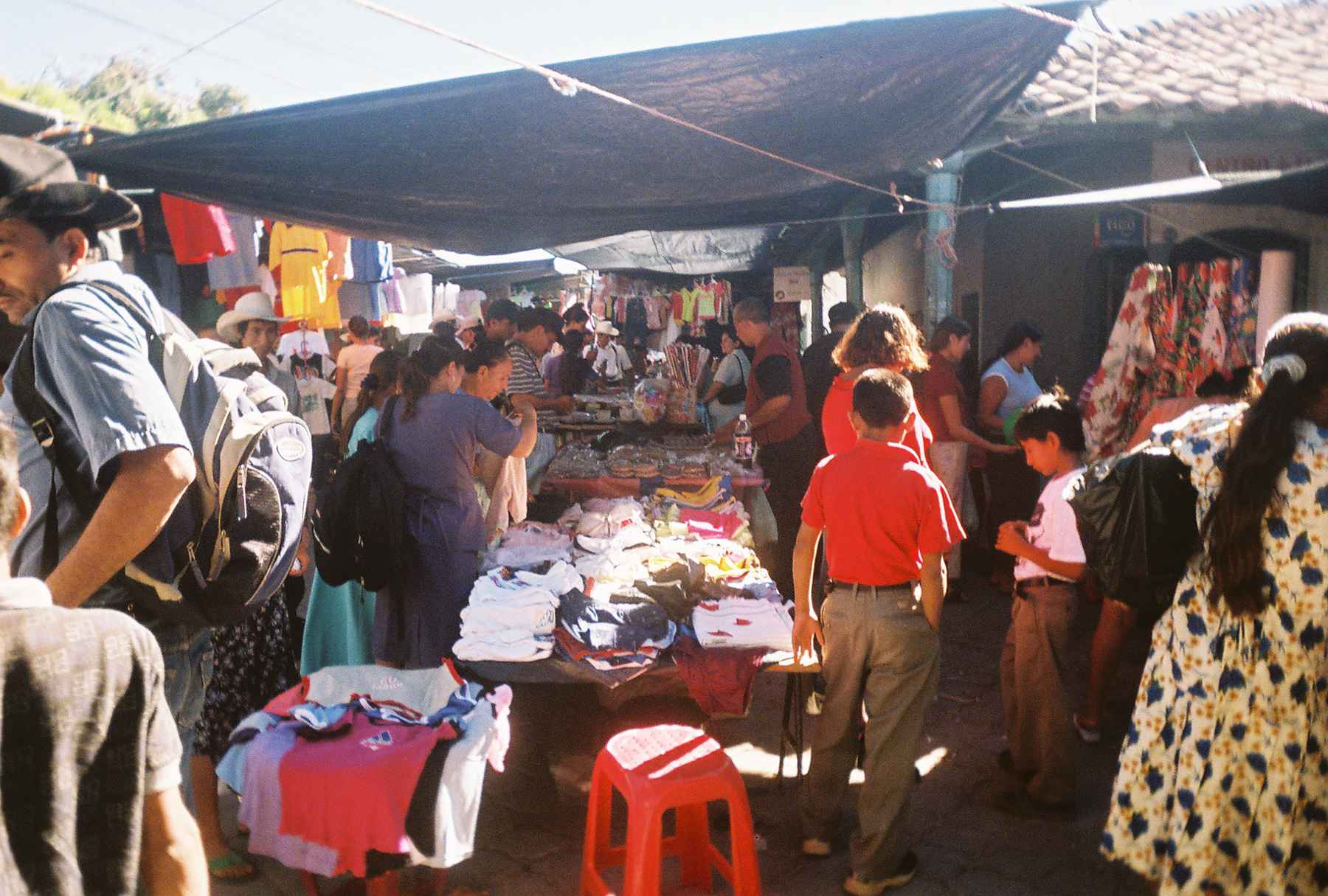
Ринок в Коринто
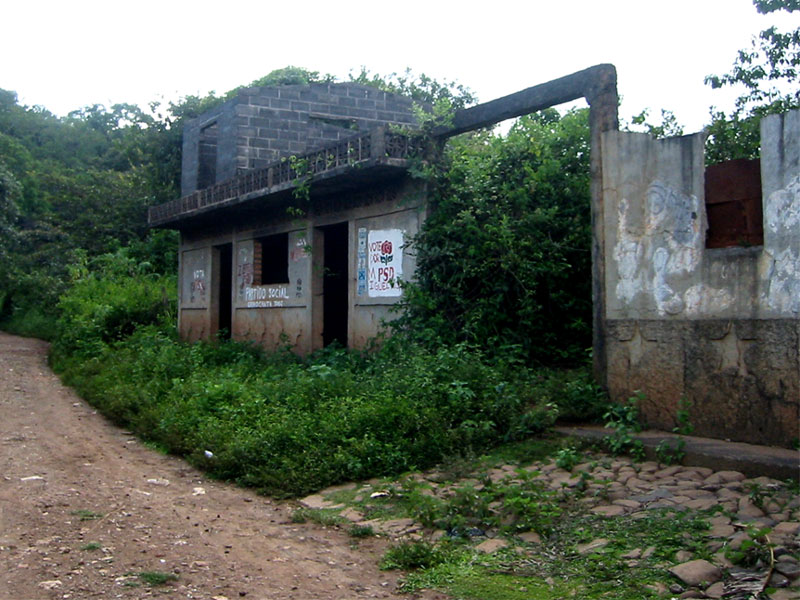
Руїни в селі Ель-Мозоте